# Ferramentas de auditoria auxiliadas por computador
Técnicas (ou ferramentas) de auditoria auxiliadas por computador (CAATs) ou TAACs são técnicas ou programas de computador especializados para gerar amostras, importar dados, sumarizar e testar os controles, condições e processos implantados nos sistemas através das amostras que selecionamos. Tipos de CAATs incluem:
- Software Especializado para Auditoria (SEA)[1] – permitem ao auditor realizar testes em arquivos e bancos de dados, exemplos: Arbutus Software, ACL, IDEA, etc.
- Software de Auditoria Adaptado (SAA) – geralmente desenvolvidos por auditores para desempenhar tarefas específicas, são necessários quando os sistemas da empresa não são compatíveis aos SEA, ou quando o auditor quer realizar testes não possíveis com os SEA, exemplos rotinas em: Easy Trieve, SQL+, SAS, etc.
- Teste de Dados ou Recálculo de Operações – O auditor testa os dados para verificar os controles empregados no sistema através de validação nestes dados, além disso, observa-se a precisão destes dados processados pelo sistema. Essa técnica é utilizada para validação de dados e rotinas de detecção de erros, processamento de controles lógicos e cálculos aritméticos, apenas para numerar algumas possibilidades.
- Simulação em Paralelo - O auditor utiliza as informações do sistema para mapear e construir os passos a serem simulados em outra ferramenta a fim de chegar ao mesmo resultado do sistema.
- Testes integrados – o auditor submete parâmetros de teste com dados reais, sem impactar na rotina normal de processamento do sistema.